# Compositio Mathematica
Compositio Mathematica (abreviadament Compos. Math.; Codi ISSN 0010-437X) és una revista científica neerlandesa de Matemàtiques fundada l'any 1935 per L. E. J. Brouwer poc temps després d'haver estat despatxat del comitè editorial de Mathematische Annalen. Durant la Segona Guerra Mundial es va deixar de publicar.
La revista està editada per Cambridge University Press i la Societat Matemàtica de Londres per compte de la Fundació Compositio Mathematica que és la titular dels drets.